# Chelipoda gansuensis
Chelipoda gansuensis är en tvåvingeart som beskrevs av Yang 1990. Chelipoda gansuensis ingår i släktet Chelipoda och familjen dansflugor. Inga underarter finns listade i Catalogue of Life.